# Hunter Hayes
Hunter Easton Hayes (Breaux Bridge, Luisiana, Estados Unidos; 9 de septiembre de 1991) es un cantante de música country estadounidense. Él firmó con Atlantic Records Nashville, y lanzó su homónimo álbum debut en octubre de 2011.

## Vida y carrera
Hayes nació el 9 de septiembre de 1991, en el Hospital Larniurg en Breaux Bridge, Luisiana, como el único hijo de Lynette y Leo Hayes. Tiene ascendencia cajún. Comenzó su carrera musical a la edad de dos años cuando su abuela le regaló un acordeón de juguete. A los cuatro años, comenzó a hacer apariciones en actuaciones locales y en televisión nacional.
En 2008, se mudó de su ciudad natal a Nashville, Tennessee para firmar con Universal Music Publishing Group como compositor. Se graduó en 2007, a la edad de 16 años, y en 2010, coescribió "Play" para Rascal Flatts del álbum Nothing Like This. En septiembre de 2010, Hayes firmó con Atlantic Records Nashville y comenzó a trabajar en lo que sería su álbum debut.

## Discografía

### Álbumes de estudio
- 2011: Hunter Hayes
- 2014: Storyline

### Sencillos
- 2011: Storm Warning
- 2011: Wanted
- 2011: Somebody's Heartbreak
- 2013: I Want Crazy

## Premios y/o nominaciones
Hunter Hayes fue nominado al Grammy, en 2013, en las categorías: "Mejor artista nuevo", "Mejor álbum de música country", y "Mejor interpretación de country solista" por la canción "Wanted". 
En 2014, fue nominado nuevamente al Grammy, en la categoría: "Mejor interpretación de country solista" por la canción "I Want Crazy".
Ganador de People's Choice Awards 2015 en la categoría de "Mejor Artista Masculino Country"